# Haus Königstraße 48

Hof-Apotheke in der Königstraße 48

Das Haus Königstraße 48, auch Hof-Apotheke genannt, ist ein kurz nach 1700 als traufständiges Fachwerkhaus errichtetes barockes Bürgerhaus in Bad Laasphe. Es steht seit dem 10. Januar 1986 unter Denkmalschutz.

## Lage
Es handelt sich hier um ein Grundstück, das unmittelbar auf der Stadtinnenseite hinter dem damaligen Westtor der Stadt auf der Nordseite lag. Vermutlich erstreckte es sich bis zu einem ehemaligen Eckturm der Stadtbefestigung. Eine Rekonstruktion des Laaspher Stadtkernes von Karl Mehldau für das Jahr 1634 zeigt an der heutigen Adresse Königstraße 22 noch kein Haus, sondern ein Hauptgebäude weiter nördlich, das also etwa auf halber Strecke zwischen Straße im Süden und Stadtmauer im Norden platziert war. Dort steht heute noch ein eingeschossiger steinerner Bau, der vermutlich der letzte Rest des älteren, ostwestlich ausgerichteten Wohnbaus darstellt. Das Anwesen besaß also ursprünglich einen geräumigen Hofraum vor dem Haus, wie es für sozial hochstehende Anwesen typisch war. Auf einem Stadtplan von 1739 ist dann zu erkennen, dass inzwischen (vermutlich kurz nach 1700) das heutige Haus unmittelbar an der Straße errichtet worden war und auf der Rückseite Nebengebäude besaß.

## Frühe Besitzergeschichte

Steinerner Rest des älteren Wohnhauses der Witzelbach hinter dem heutigen Wohnhaus (von Westen gesehen)

Die Besitzgeschichte des Anwesens ist kompliziert, da um 1700 eine Teilung vorgenommen wurde.
Der erste bekannte Besitzer und Bewohner des alten Gesamtanwesens und des Hauses im mittleren Teil war der um 1540/50 geborene und nach 1607 gestorbene Johannes Witzelbach (Wieselbach/Wisselbach) und später sein Sohn Wilhelm (gest. nach 1645). Es handelte sich vermutlich um einen nichtebenbürtigen Sohn einer westfälischen Adelsfamilie, aus der Johanna von Witzelbach sich um 1530 mit Arnold Rump zur Wenne verheiratet hatte und auf dem Dornhof bei Saßmannshausen außerhalb von Laasphe rittermäßig lebte.
Hans Witzelbach war 1575/80 vom Dienst in der Landwehr befreit und hatte der gräflichen Verwaltung einen Kredit über 200 Gulden gewährt, der erst im 18. Jahrhundert den Erben zurückgezahlt wurde. Hans hatte in zwei Ehen mindestens vier Kinder: Wilhelm, Rüdiger (geb. 1585), Leise (geb. 1591) und Gottliebe (geb. 1593). Der erstgeborene Sohn Wilhelm übernahm um 1615 das Anwesen, nachdem er 1607 geheiratet hatte. 1622 kam die Tochter Enchen zu Welt. Sein Bruder Rüdiger übernahm in Puderbach den Hof Nr. 15 (Petrichs), als er die dortige Erbtochter Eva Imhof (Schöbel) heiratete.
In der Spätphase des Dreißigjährigen Kriegs, im Jahr 1645, wurden fast alle Einwohner der Stadt von einer durchziehenden Einheit Soldaten ausgeraubt. Über den Vorgang wurde ein offizielles Protokoll angefertigt, in dem auch die Verluste des Wilhelm Witzelbach (Wisselbach) unter der Nummer 2 aufgeführt sind.
Wilhelm Witzelbach wurden in seinem Hause gestohlen:
1 Pferd, 1 Kuh, 1 Rock, 1 „paar lundische Buchsen“ (Hosen), 1 Mannsmantel, 3 Maß geschmelzte Butter, 1 Maß gestickte Butter, 3 Säcke
Der Verlust berechnete sich in der Summe 48 Reichstaler und 1 Kopfstück.
Die 1622 geborene Tochter des Wilhelm Witzelbach Enchen (Anna) verheiratete sich vor 1651 mit dem gräflichen Förster Rüdiger Vomhof. Vor 1663 übernahm das Ehepaar das Anwesen durch Erbgang und wohnte in dem Wohnhaus im mittleren Teil des Grundstückes. Der um 1617 geborene Rüdiger Vomhof stammte aus einer weitverzweigten Laaspher Familie, die verschiedene Nachbarhäuser bewohnt hatte. Das Paar hatte sechs Kinder, darunter Leisgen. Rüdiger Vomhof starb 1686. Die erstgeborene Tochter Leisgen Vomhof hatte 1676 den gräflichen Förster Johannes Zode geheiratet, der 1643 in Ferndorf geboren war und auf dem Erbgang um 1686 den Hof übernahm. Das Paar hatte sechs Kinder, und Johannes Zode ist noch 1715 im Haus nachweisbar.
Um 1700 haben sich die Zodes entschieden, auf dem straßenseitigen Grundstücksteil ein großes dreigeschossiges Haus in traufständiger Bauweise errichten zu lassen und den zugehörigen Grund abzugeben. Die weitere Besitzgeschichte des hinteren Teils mit dem ursprünglichen Wohnhaus gehört damit zur heute dort allein stehengebliebenen ehemaligen Synagoge in Bad Laasphe.
Erbauer des heute noch bestehenden Hauses auf dem neuentstandenen vorderen Anwesen war Johannes Sonneborn (um 1639 – vor 1713). Ein vermutlich aus Weidenhausen zugewanderter Schlossermeister. Er hatte in Laasphe 1667 Anna Elisabeth Conradi geheiratet, die Tochter des ebenfalls nach Laasphe zugewanderten Gerhard Conradi (um 1613–1664). Das neue Haus muss kurz nach 1700 gebaut worden sein, da 1708 von einem neuen Haus gesprochen wird. Johannes Sonneborn starb aber bald nach dem Hausbau.
Das Anwesen wurde nun von der gräflichen Verwaltung an den Bäcker Johann Georg Dehnleder (24.5.1680 – 22.9.1719) gegeben, der auch bald darauf starb. Wahrscheinlich hat er hier nicht gewohnt. Der nächste Besitzer und nun langjährige Bewohner wurde der Schmied, Ratsherr und Bürgermeister Franz Wilhelm Wunderlich (1.3.1691 – 3.4.1762). Spätestens 1722 wohnte er im neuen Haus und vermietete später ein anderes Anwesen in der Königstraße 32. Er hat zuerst 1714 Anna Elisabeth Dehnleder geheiratet und über diese Ehe das Haus erworben. 1740 heiratete er ein zweites Mal: Anna Christine Margarete Reichard. Die beiden Ehen bringen sieben Kinder hervor.
Als Franz Wilhelm Wunderlich als Witwer 1762 starb, ging das Haus im Erbgang über seine Tochter Anna Elisabeth an den Bäckermeister, Wirt, Bürgermeister und Stadtkapitän Johann Friedrich Weil (27.10.1717 – 14.3.1795) über. Johann Friedrich Weil war mit Anna Elisabeth Wunderlich und anschließend mit Luise Polexine Mengel (1735–1810) verheiratet.

## Die Apotheke
In dieses Haus wurde die Hof-Apotheke verlegt, nachdem der aus Hilchenbach stammende Apotheker Louis Cobet (1817–1876) das Anwesen gekauft hatte und am 2. August 1848 die Genehmigung der Regierung in Arnsberg erhalten hatte. Nach Cobets Tod erhielt eine Erbengemeinschaft von neun Personen das Haus. Aus dieser kauft sein Sohn Rudolf, wie dies aus dem Kaufvertrag vom 1. April 1887 hervorgeht. Rudolf Cobet (1859–1945) führte bis zum 31. Juli 1938 die Apotheke.
Danach übernahm Luitgard Steitz die Apotheke, welche ab 1968 von ihrer Nichte Luitgard Köhler weitergeführt wurde. Vom 1. Januar 1985 bis zum 31. Dezember 2009 wurde die Apotheke an Michael Düben verpachtet. Seit dem 1. Januar 2010 wird sie von Margit Köhler, der Schwiegertochter von Luitgard Köhler, bzw. Matthias Köhler geführt. Den Namen Hof-Apotheke trägt das Haus dabei immer noch. Zum 31. Juli 2015 schloss die Apotheke. Die Mitarbeiter werden in der Stadtapotheke, welche sich ebenfalls in der Kernstadt Bad Laasphe in Besitz der Köhlers befindet, weiterbeschäftigt.

## Gebäude
Das zur Straße hin traufständige Haupthaus besitzt drei Geschosse und ein übergiebeltes Zwerchhaus. Das Fachwerk wurde an der Süd- und Ostfassade bis zum zweiten Obergeschoss im 19. Jahrhundert verputzt, während es an der Nordfassade sichtbar ist. Die Westfassade ist komplett verschiefert. Ebendiese Westwand des Hauses ist ein Teilstück der ehemaligen Stadtmauer.
Das kurz nach 1700 erbaute Hauptgebäude folgt einem damals in Wittgenstein neuen Typus eines mit dem Haupteingang auf der Traufseite zum öffentlichen Raum hin ausgerichteten Hauses. Zwei etwas ältere Beispiele waren das um 1687 nach einem Brand errichtete Inspektorenhaus von Laasphe (Erstes Pfarrhaus, Kirchplatz 10) und das benachbarte Haus Kirchplatz 12.
Auf dem Grundstück befinden sich an der Rückseite an das Haupthaus anschließend Nebengebäude. Darunter auch ein freistehendes steinernes eingeschossiges Gebäude, das ein Rest des ursprünglichen Wohnhauses auf dem Gesamtgrundstück darstellt und vielleicht noch aus dem Mittelalter stammt.